# Birger Nilsson (Sparre av Fyllingarum)
Birger Nilsson (Sparre av Fyllingarum), var en svensk väpnare och häradshövding.

## Biografi
Birger Nilsson (Sparre av Fyllingarum) var son till väpnaren och djäknen Nils Birgersson (Sparre av Fyllingarum).[källa behövs] Han var väpnare och häradshövding i Hammarkinds härad.

### Egendom
Han var innehavare av Fyllingarum i Ringarums socken.

### Familj
Birger Nilsson var gift med Brita Isaksdotter (Banér), dotter till väpnaren Isak Isaksson (Banér) och Märeta Siggesdotter Brun. Brita Isaksdotter var änka efter Erik Karlsson (3 björnramar). Birger Nilsson och Brita Isaksdotter fick tillsammans dottern Gertrud Birgersdotter (Sparre av Fyllingarum) som var gift med lagmannen Erland Petersson (Bååt) i Östergötlands lagsaga och Lasse Svensson Lax. De fick även barnen Nils Birgersson (Sparre av Fyllingarum) och Margareta Birgersdotter (Sparre av Fyllingarum) som var gift med Joakim Björnsson (Västerbyätten).[källa behövs]